# 알렉산데르 미셸 멜키
로베르트 알렉산데르 로베르트 미셸 멜키(아랍어: روبير الكساندر روبير ميشيل ملكي, 스웨덴어: Robert Alexander Robert Michel Melki, 1992년 4월 7일 ~ )는 알렉산데르 미셸 멜키(스웨덴어: Alexander Michel,)라고도 불리며, 레바논의 축구 선수로, 현재 스웨덴의 AFC 에스킬스투나 수비수이다.

## 어린 시절
알렉산데르는 스웨덴에서 태어나고 자랐지만 아시리아 출신으로 레바논 국적을 선택 하였고 레바논 축구 국가대표팀에서 뛸 수 있게 되었다. 동생 펠릭스도 축구 선수이다. 펠릭스는 TRT World 와의 인터뷰에서 할아버지가 레바논인이며 아버지의 두 자매가 레바논에서 태어났다고 말했다.

## 국가대표팀 경력

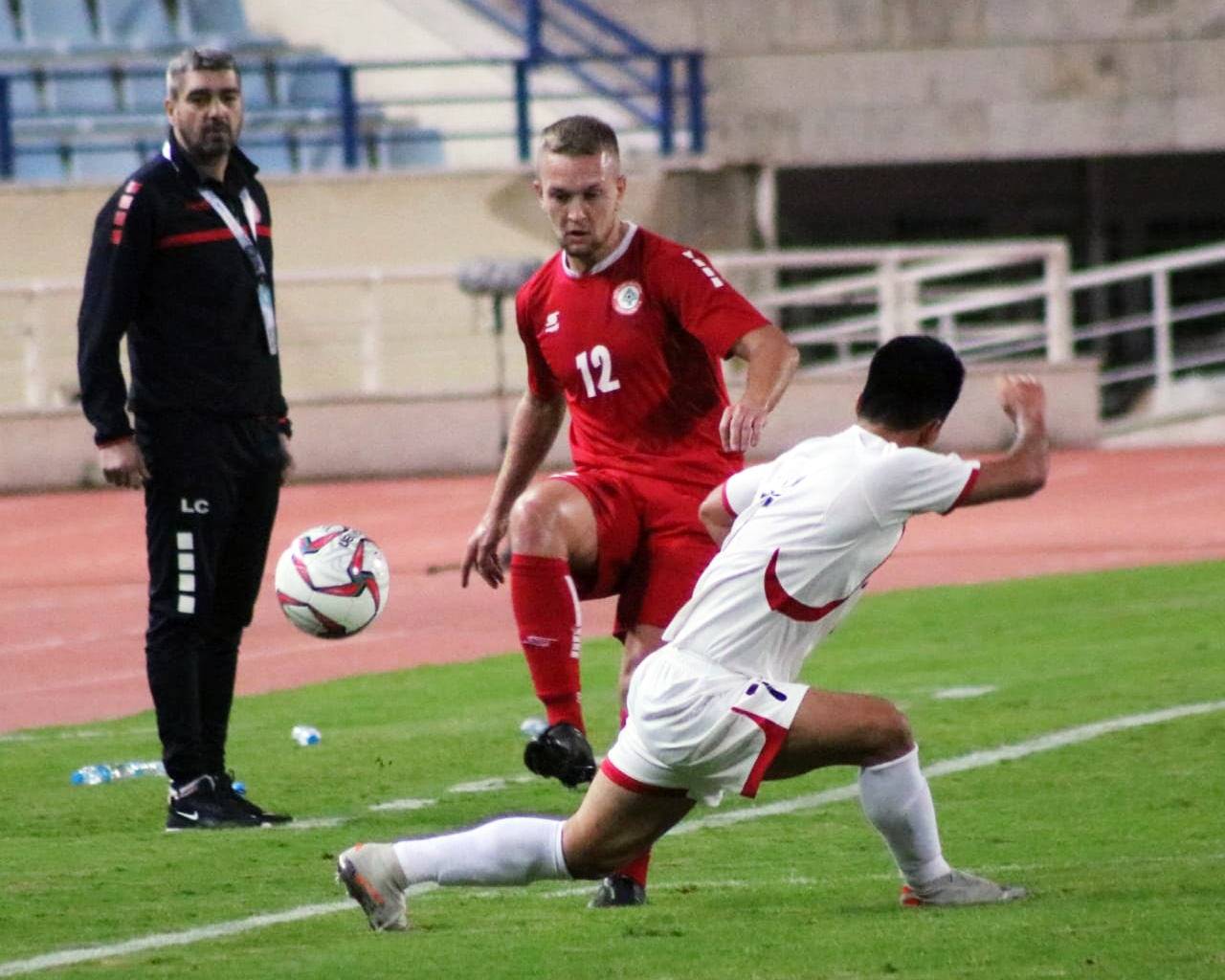
Michel Melki with Lebanon against North Korea in 2019

스웨덴 U-19와 U-21에서 활약한 후 2018년 미셸 멜키는 레바논 축구 국가대표팀에 부름을 받았다. 국가대표 데뷔전은 11월 우즈베키스탄과의 경기에서 데뷔했다. 한 달 후 동생 펠릭스와 함께 2019년 AFC 아시안컵에 참가 하게 되었다.